# Borís Altshuler
Boris Leonídovich Altshuler (en ruso: Бори́с Леонидович Альтшу́лер; San Petersburgo, 27 de enero de 1955) es un físico ruso-estadounidense. Se desempeña como profesor de física teórica en la Universidad de Columbia. Esta especializado en física teórica de la materia condensada.

## Biografía
Asistió a la escuela secundaria estatal 489 en Leningrado (ahora San Petersburgo). Recibió su diploma en física por la Universidad Estatal de San Petersburgo en 1976. Continuó en el Instituto de Física Nuclear de San Petersburgo, donde obtuvo su doctorado en física en 1979. Permaneció en el instituto durante los siguientes diez años como investigador.
En 1989, se unió a la facultad del Instituto Tecnológico de Massachusetts. Mientras estuvo allí, recibió el Premio de Eurofísica Hewlett-Packard (ahora llamado Premio de Física Agilent) y se convirtió en miembro de la Sociedad Estadounidense de Física.
Dejó el MIT en 1996 para ocupar una cátedra en la Universidad de Princeton. Mientras estuvo allí, se afilió a NEC Laboratories America. Recientemente, se unió a la facultad de Columbia y continúa trabajando con NEC Labs.

## Investigación
Sus contribuciones a la física de la materia condensada son amplias y múltiples. Es particularmente famoso por su trabajo sobre sistemas electrónicos desordenados, donde fue el primero en calcular correcciones de interferencia cuántica singular al transporte de electrones debido a interacciones (correcciones de Altshuler-Aronov). En colaboración con Boris Shklovskii, desarrolló la teoría de la repulsión de niveles en metales desordenados. En 2016, el grupo de Immanuel Bloch en Múnich, Alemania, observó experimentalmente el fenómeno previsto de la localización de muchos cuerpos.

## Premios y honores
- Premio Hewlett-Packard de Eurofísica (1993)[4]
- Miembro de la Sociedad Estadounidense de Física (1993)
- Miembro de la Academia Estadounidense de Artes y Ciencias (1996)[5]
- Miembro de la Academia Nacional de Ciencias (2002)[6]
- Premio Oliver E. Buckley de la Sociedad Estadounidense de Física (2003)[1]
- Miembro de la Academia Noruega de Ciencias y Letras[7]
- Medalla Dirac al Avance de la Física Teórica, otorgada por la Universidad de Nueva Gales del Sur (2017)[8]
- Becario Simons (2019)[9]
- Premio Lars Onsager de la Sociedad Estadounidense de Física (2022)[10]